# 1984 ve filmu

## Filmy roku 1984

### České filmy
- Co je vám, doktore? (režie: Vít Olmer)
- Fešák Hubert (režie: Ivo Novák)
- Koloběžka první (režie: Ludvík Ráža)
- Slunce, seno, jahody (režie: Zdeněk Troška)

### Zahraniční filmy
- 1984 (režie: Michael Radford)
- 2010: Druhá vesmírná odysea (režie: Peter Hyams)
- Amadeus (režie: Miloš Forman)
- Cesta do Indie (režie: David Lean)
- Co jsem našel, to je moje (režie: Charles Dennis)
- Duna (režie: David Lynch)
- Dvojníci (režie: Enzo Barboni)
- Footloose (režie: Herbert Ross)
- Gremlins (režie: Joe Dante)
- Honba za diamantem (režie: Robert Zemeckis)
- Indiana Jones a chrám zkázy (režie: Steven Spielberg)
- Karate Kid (režie: John G. Avildsen)
- Krotitelé duchů (režie: Ivan Reitman)
- Love Streams (režie: John Cassavetes)
- Micki + Maude (režie: Blake Edwards)
- Místa v srdci (režie: Robert Benton)
- Mrchožrouti (režie: Henri Verneuil)
- Naušika z Větrného údolí (režie: Hajao Mijazaki)
- Nástrahy velkoměsta (režie: Franco Castellano a Giuseppe Moccia)
- Nebezpečná partie (režie: Richard Dembo)
- Nekonečný příběh (režie Wolfgang Petersen)
- Ničitel Conan (režie: Richard Fleischer)
- Noční můra v Elm Street (režie: Wes Craven)
- Paříž, Texas (režie: Wim Wenders)
- Pátek třináctého 4 (režie: Joseph Zito)
- Policajt v Beverly Hills (režie: Martin Brest)
- Policejní akademie (režie: Hugh Wilson)
- Poslední hvězdný bojovník (režie: Nick Castle)
- Rok klidného slunce (režie: Krzysztof Zanussi)
- Sexmise (režie: Juliusz Machulski)
- Souvenirs, souvenirs (režie: Ariel Zeitoun)
- Star Trek III: Pátrání po Spockovi (režie: Leonard Nimoy)
- Terminátor (režie: James Cameron)
- Viva la vie! (režie: Claude Lelouch)
- Vražedná pole (režie: Roland Joffé)
- Žbluňk! (režie: Ron Howard)